# سوزان جيربيتش
سوزان جيربيك (مواليد 1962) هي مصورة استوديو أمريكية اشتهرت بأنها ناشطة في مجال الشك العلمي، وذلك في الغالب لفضح الأشخاص الذين يزعمون أنهم وسيط. كاتبة عمود في مجلة سكيبتيكال إنكوايرر، هي المؤسس المشارك لمونتيري كاونتي شككتس وزميلة في لجنة التحقيق المتشكك.

## النشأة والتعليم
نشأت جيربيك، الأصغر من بين ثلاثة أطفال، على المذهب المعمداني الجنوبي في ساليناس، كاليفورنيا. ولد والدها عام 1918 في إقليدس بولاية أوهايو لأبوين من سلوفينيا. خدم خلال الحرب العالمية الثانية وبعد الحرب ذهب للعيش في ساليناس. التحقت جيربيك بمدرسة فريمونت الابتدائية، ومدرسة السوسال الإعدادية، ومدرسة أليسال الثانوية في ساليناس، وتخرجت منها عام 1980. أصبحت ملحدة في سنتها الأولى. بعد المدرسة الثانوية، درست في كلية هارتنيل، أيضًا في ساليناس، وحصلت على شهادات الدبلوم في الدراسات العامة في عام 1993 والتاريخ في عام 1998، أثناء عملها وتربية ولدين. في عام 2002، حصلت على درجة البكالوريوس في الدراسات الاجتماعية والسلوكية من جامعة ولاية كاليفورنيا، مونتيري باي.

## الوظيفي والنشاط

### التصوير
عملت جيربيك في لايف تاتش، وهو استوديو للصور الشخصية في JC Penney في نورثريدج مول في سالينيز، من عام 1982 لمدة 34 عامًا، بما في ذلك كمدير. تقاعدت في عام 2016 عندما أغلق الاستوديو.

### المشككون حرب العصابات

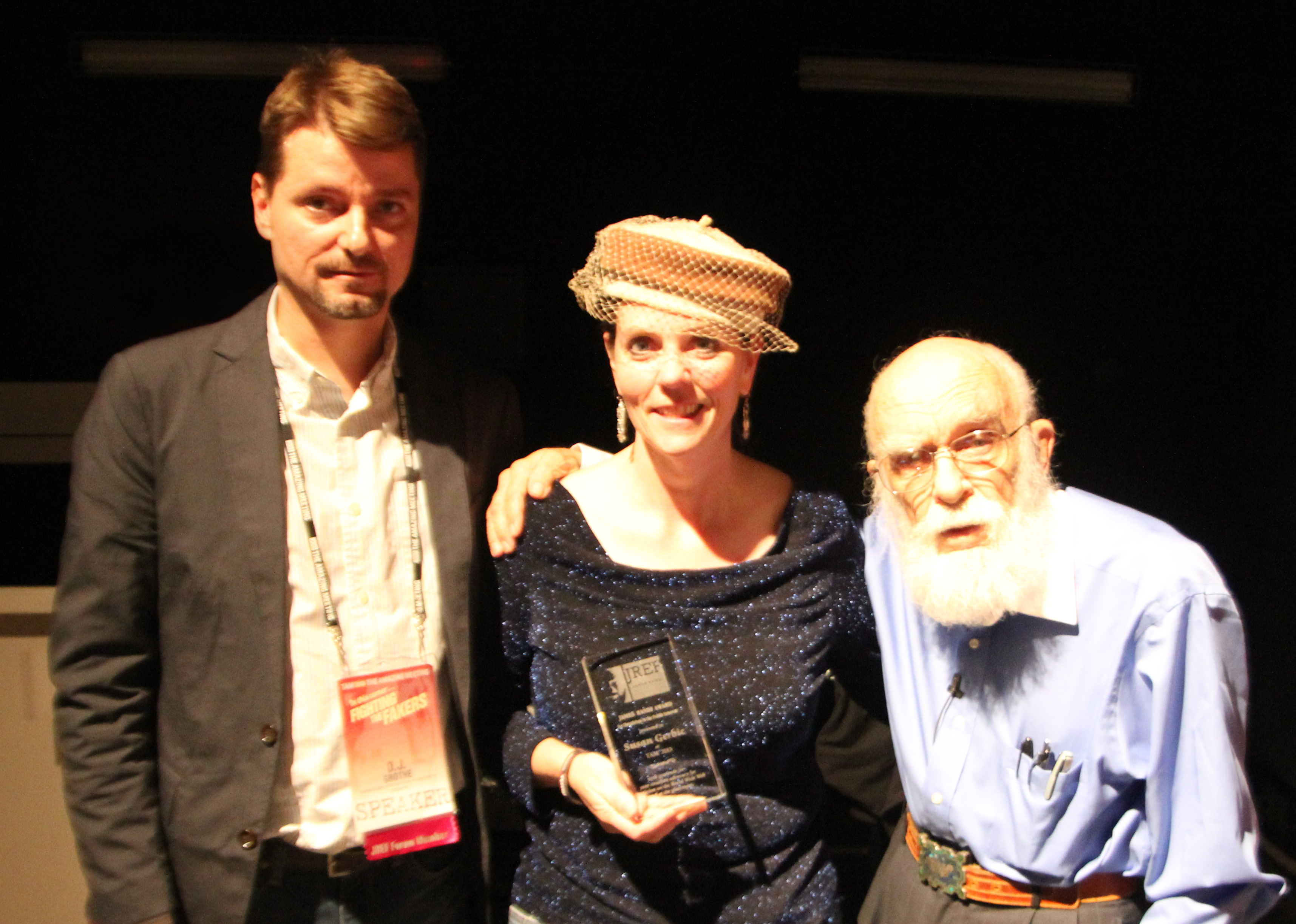
جيبريك، مع DJ جروثي (يسار) وجيمس راندي (يمين)، يحصل على جائزة جيمس راندي للشك في المصلحة العامة في اللقاء الرائع، يوليو 2013

قرأت جيربيك لأول مرة المستعلم المتشكك عندما كانت في الثالثة والثلاثين من عمرها، وفي عام 2000، حضرت ورشة عمل صندوق ادوات المشككين في يوجين، أوريغون. في عام 2009، ذهبت إلى المكسيك في رحلة بحرية "مغامرة مذهلة" نظمها الساحر والمشكك الكندي جيمس راندي ؛ وفقًا لصحيفة نيويورك تايمز، استخدم راندي منحة ماك آرثر لتمويل "رحلات السفن السنوية المليئة بالمتشككين".
يتألف جزء كبير من نشاط جيبريك من تنظيم عمليات لاذعة ضد الأشخاص الذين يزعمون أنهم وسطاء. قامت هي ومجموعة من المتطوعين الذين يطلقون على أنفسهم "المشككون حرب العصابات" بإنشاء ملفات تعريف مزيفة على فيسبوك، ثم يزورون الوسطاء الذين يزعمون أنهم يتلقون رسائل من موضوعات الملفات الشخصية. سيقوم فريق جيربيك بتسجيل الجلسة ونشر الأدلة على الإنترنت.
في عام 2010، أسس جيربيك "شكوك حرب العصابات على ويكيبيديا" (GSoW)، مجموعة من المحررين الذين قاموا بإنشاء وتحسين مقالات Wikipedia التي تعكس الشك العلمي. ذكرت مجلة نيويورك تايمز في فبراير 2019، في مقابلة مع جيبريك، أن GSoW لديها 144 محررًا عملوا على ما يقرب من 900 صفحة من صفحات ويكيبيديا.

### الجوائز والتكريمات
- جائزة "في " في ورشة عمل 2012 لجنة التحقيق المتشكك أدوات المتشككين[15]
- "جائزة جيمس راندي للشك في المصلحة العامة" في اجتماع Amaz! ng 2013[15]
- جائزة عام 2017 من مؤسسة جيمس راندي التعليمية (مشتركة مع "فريقها من" المتشككين في حرب العصابات ")[16]
- عُيِّن زميلًا في لجنة التحقيق المتشكك، فبراير 2018[17]
- 2019 جائزة باليس للتفكير النقدي، مركز الاستقصاء[18]

## الحياة الشخصية
تزوج جيربيك من روبرت فورسيث عام 1983. أنجب الزوجان ولدين، وانتهى الزواج في عام 2002. اعتبارًا من أغسطس 2018، كان جيربيك على علاقة مع العقلي مارك إدوارد. التقيا في عام 2009 في إحدى رحلات جيمس راندي المتشككة إلى المكسيك ؛ كان إدوارد يعمل على السفينة كجزء من الترفيه.

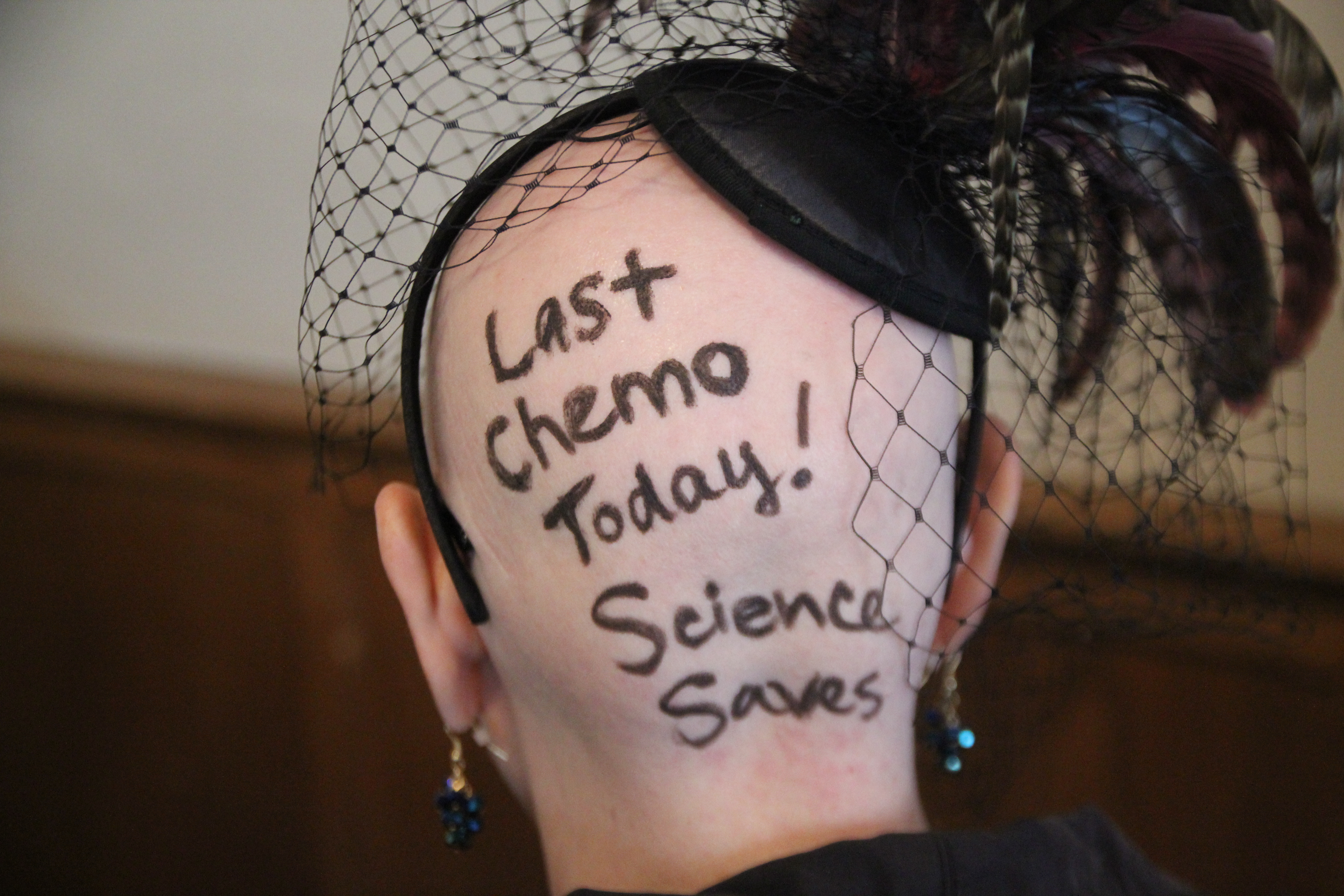
جيربيك في ديسمبر 2013

في عام 2013، اكتشفت جيربيك أنها مصابة بسرطان الثدي بعد أن حددت هي وزميلتها في استوديوهات لايف تاتش إجراء تصوير الثدي بالأشعة السينية ردًا على خضوع أنجلينا جولي لعملية استئصال وقائي للثدي. بحلول شهر ديسمبر من ذلك العام، كان جيبريك قد أكمل 20 أسبوعًا من العلاج الكيميائي لسرطان المرحلة الثانية، وبحلول مارس 2014، 33 علاجًا إشعاعيًا. واصلت جيبريك العمل طوال فترة العلاج، ولم تكشف متابعة تصوير الثدي بالأشعة السينية عن أي سرطان. قالت إن التجربة جعلتها أكثر صرامة.

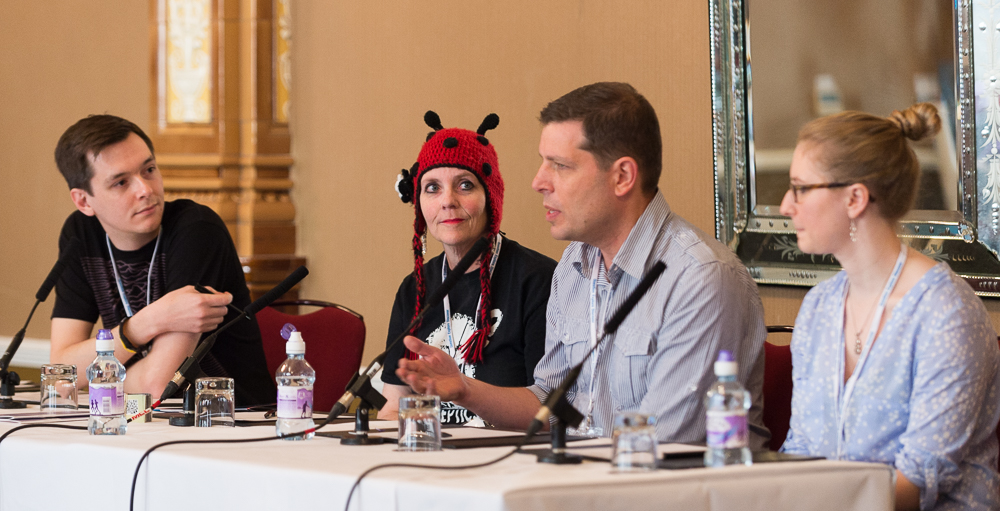
جيربيتش (الثاني على اليسار) في QEDcon 2014 مع مايكل مارشال وإيران سيغيف وسامانثا شتاين

## أنظر أيضا
- ما هو الضرر؟